# Andrássy-Note

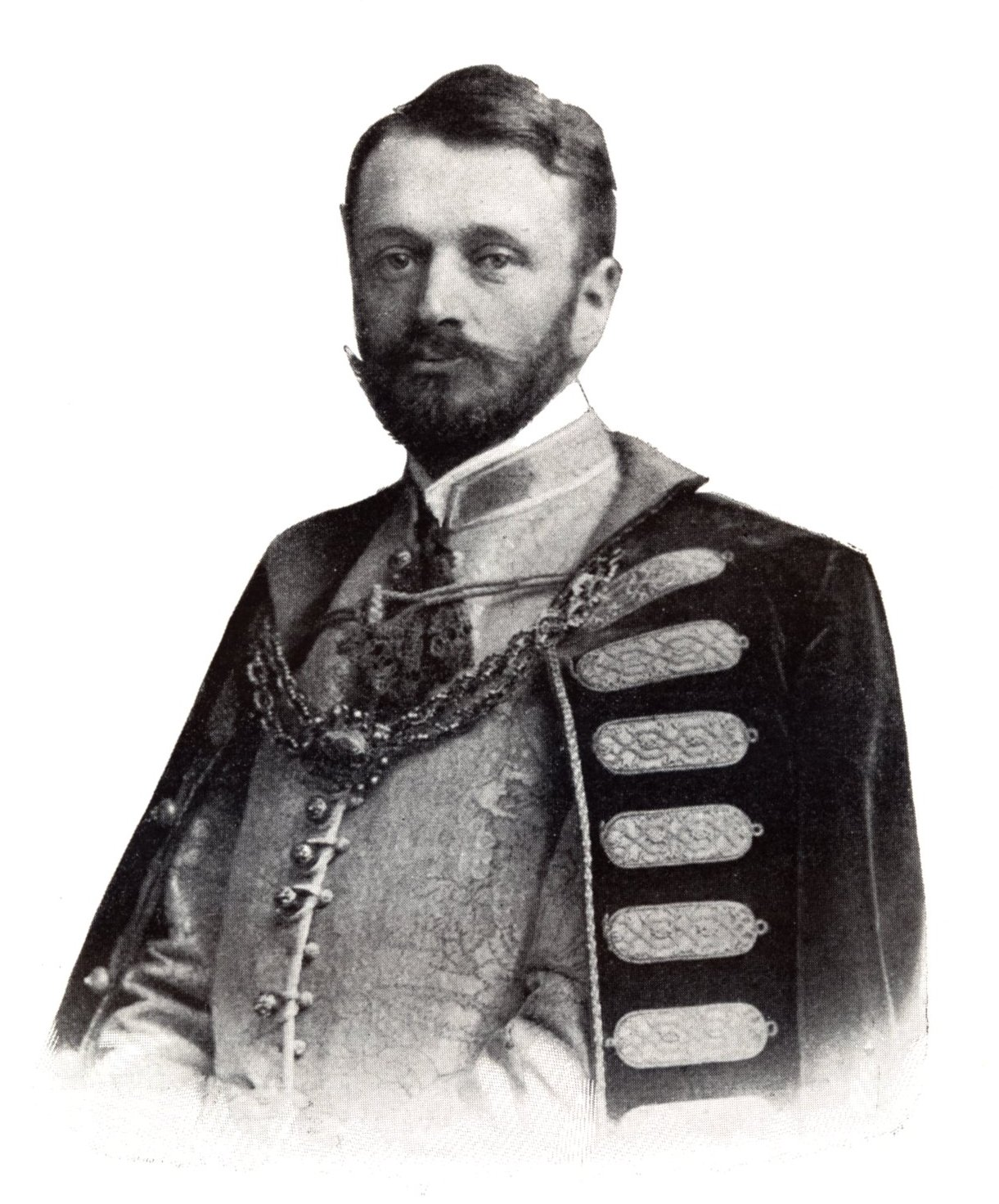
Graf Gyula Andrássy, Autor der Note

In der Andrássy-Note des Außenministers von Österreich-Ungarn, Graf Gyula Andrássy, akzeptierte Österreich-Ungarn am 27. Oktober 1918 alle von Woodrow Wilson formulierten Bedingungen für den Waffenstillstand und für die Aufnahme von Friedensverhandlungen. Nach dem Bekanntwerden dieser Note in Prag wurde gleich am 28. Oktober der selbstständige tschechoslowakische Staat ausgerufen.

## Geschichte
Die Note schickte Gyula Andrássy am 27. Oktober 1918 über den österreichisch-ungarischen Botschafter in Stockholm an die USA. Österreich-Ungarn akzeptierte darin, wie von Wilson gefordert, ausdrücklich auch die Rechte der Völker von Österreich-Ungarn, insbesondere die Rechte von Tschechoslowaken und Südslawen.
Der Text der Note gelangte einen Tag später nach Prag und wurde noch am Vormittag des 28. Oktober von der Redaktion der Národní politika (Nationale Politik) durch einen Aushang an ihrem Verlagsgebäude auf dem Wenzelsplatz veröffentlicht. Die Worte „Waffenstillstand“ und „Rechte der Tschechoslowaken“ elektrisierten die Menschen, sie interpretierten die Note als die sofortige Kapitulation der Monarchie und als Anerkennung des Rechts auf einen selbstständigen Tschechoslowakischen Staat. In Prag kam es zu spontanen Demonstrationen, die Menschen rissen die Symbole der Monarchie von den Gebäuden herunter und hissten tschechische Flaggen. Noch am selben Tag proklamierte der Tschechoslowakische Nationalausschuss die Gründung des selbstständigen Tschechoslowakischen Staates.

## Text der Note
„Als Antwort auf die Note des Herrn Präsidenten Wilson vom 18. dieses Monats an die österreichisch-ungarische Regierung und gemäß der Entscheidung des Herrn Präsidenten, in der Frage des Waffenstillstands und des Friedens getrennt mit Österreich-Ungarn zu verhandeln, hält es die österreichisch-ungarische Regierung für eine Ehre zu erklären, dass sie, wie auch schon mit den früheren Erklärungen des Herrn Präsidenten, auch mit seiner Erklärung in der letzten Note über die Rechte der österreichisch-ungarischen Völker, insbesondere über die Rechte der Tschechoslowaken und Südslawen, übereinstimmt.
Da nun Österreich-Ungarn alle Bedingungen akzeptiert hat, von denen Herr Präsident die Aufnahme von Verhandlungen über einen Waffenstillstand und Frieden abhängig machte, hindert nach Ansicht der österreichisch-ungarischen Regierung nichts mehr die Aufnahme dieser Verhandlungen. Die österreichisch-ungarische Regierung erklärt daher ihre Bereitschaft, die Verhandlungen zwischen Österreich-Ungarn und den gegnerischen Staaten über einen sofortigen Waffenstillstand an allen österreichisch-ungarischen Fronten aufzunehmen, ohne auf das Ergebnis anderer Verhandlung zu warten, und ersucht Herrn Präsidenten Wilson entsprechende Vorbereitungen zu treffen.“